# 일렉트로닉 데이터 시스템스
일렉트로닉 데이터 시스템스(Electronic Data Systems, EDS)는 미국 텍사스주 플레이노에 본사를 둔 미국의 다국적 정보기술장비 및 서비스 기업이다. 1962년에 로스 페로에 의해 설립되었다.

## 역사
미국 해군사관학교 동문이자 성공적인 IBM 영업사원이었던 로스 페로에 의해 1962년 설립되었다. 그는 먼저 IBM의 고객들이 얼마나 비효율적으로 자신들의 값비싼 시스템들을 사용하고 있는지를 관찰했다.
초기 수년 간 EDS는 (수많은 기업들의 IT 부서가 되는) 설비관리 분야의 선구자였고 텍사스주의 메디케이드와 메디케어를 일찍이 지원했다.

## 서비스
EDS는 3개의 포트폴리오로 서비스를 분류했다: 인프라스트럭처, 애플리케이션, 비즈니스 프로세스 아웃소싱. 인프라스트럭처 서비스에는 클라이언트 컴퓨터와 통신 인프라의 일부 또는 전체의 운영을 유지보수하는 것을 포함하는데, 여기에는 컴퓨터 네트워크, 메인프레임, 미드레인지, 웹 서버, 데스크톱 컴퓨터, 랩톱, 프린터가 포함된다.